# Wołoczyska (stacja kolejowa)
Wołoczyska (ukr. Волочиськ) – stacja kolejowa w miejscowości Wołoczyska, w rejonie chmielnickim, w obwodzie chmielnickim, na Ukrainie. Położona jest na linii Odessa – Lwów, będąc ostatnią stacją na tej linii zarządzaną przez Kolej Południowo-Zachodnią.

## Historia
Stacja została oddana do użytku w 1871 jako rosyjska stacja graniczna na granicy z Austro-Węgrami. Położona była na trasie Żmerynka - Wołoczyska - granica państwa, pomiędzy stacjami Wójtowce i austriacką stacją graniczną Podwołoczyska. Przy stacji znajdowała się wówczas komora celna. Była ona wówczas głównym punktem zbytu zboża z południowo-zachodnich guberni Rosji na rynki zachodnie. 
Po I wojnie światowej pozostała stacją graniczną, wówczas sowiecką, na granicy z Polską. Od strony polskiej dojeżdżał tu pociąg ze Lwowa, a od strony sowieckiej pociąg z Odessy.
Po II wojnie światowej stacja utraciła nadgraniczny charakter.

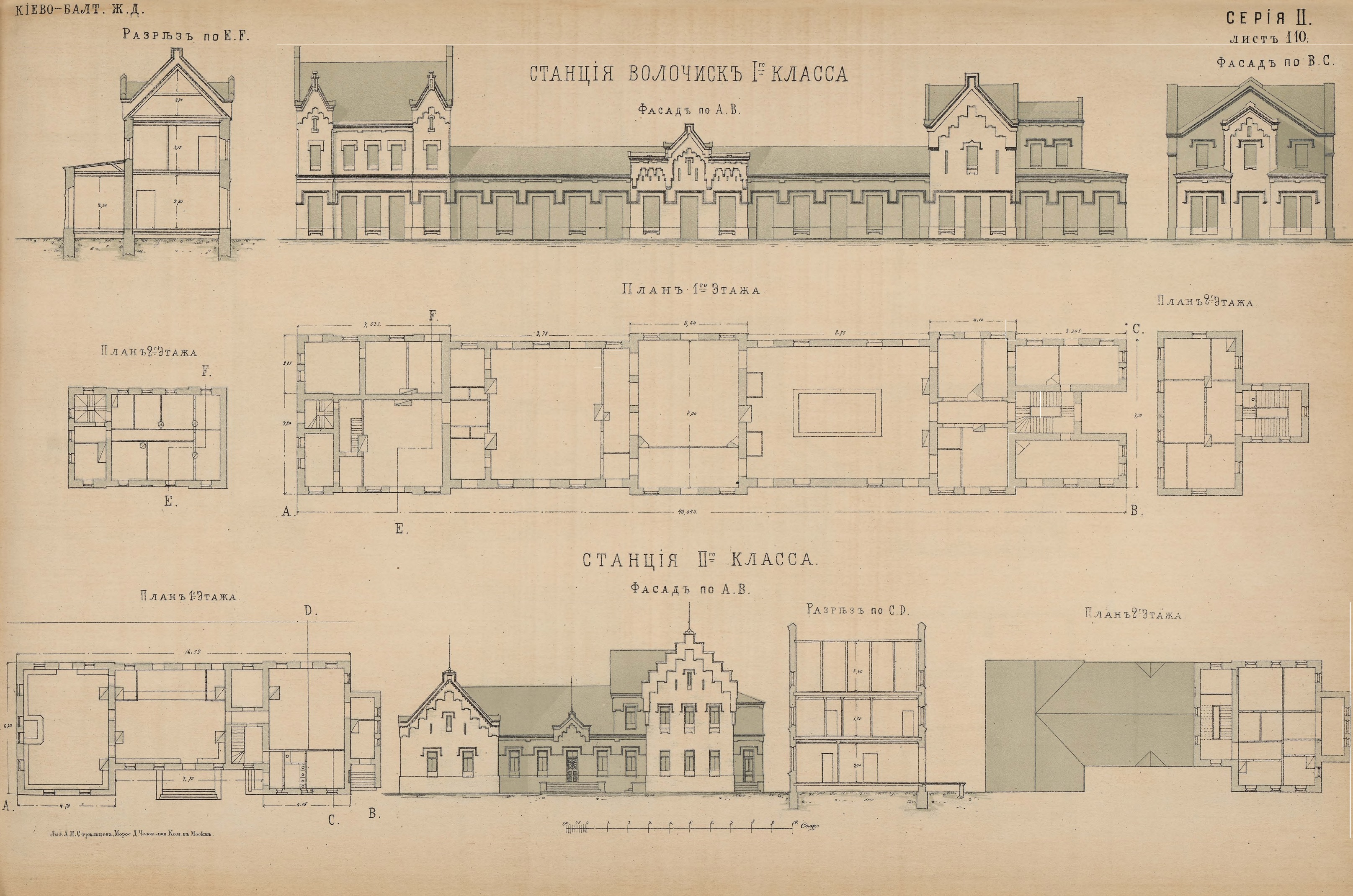
Plan dworca z 1872